# Conotremopsis
Conotremopsisi is een monotypisch geslacht in de familie Stictidaceae. Het bevat alleen de soort Conotremopsis weberiana.